# آنجلا اسخیف
آنجلا اسخیف (هلندی: Angela Schijf؛ زادهٔ ۷ اوت ۱۹۷۹) هنرپیشه، بازیگر تلویزیون و بازیگر سینما است، زاده هلند است و هم اکنون در بلژیک زندگی می‌کند.